# Got ’til It’s Gone
«Got ’til It’s Gone» — песня, записанная американской певицей Джанет Джексон для её шестого студийного альбома The Velvet Rope (1997). Композиция была написана Джексон, Джимми Джемом, Терри Льюисом и Рене Элайзондо на основе семпла из песни «Big Yellow Taxi» канадской певицы Джони Митчелл. Рэп-вокал в песне исполнил Q-Tip.

## Музыка и текст
«Got 'til It’s Gone» — это средне-темповая ритм-н-блюз композиция, с большим влиянием хип-хопа. Песня построена на семпле из композиции «Big Yellow Taxi» Джони Митчелл, которая впервые появилась на её альбоме Ladies of the Canyon 1970 года. Джексон самостоятельно связалась с Митчелл, чтобы попросить у неё разрешение на использование семпла. Певица рассказывала: «все говорили, что ничего не получится, но если бы [Митчелл] сказала мне нет, я хотела бы услышать это от неё лично… Я позвонила ей и сказала, что хочу, чтобы она послушала то, что у нас получилось перед тем, как принять решение. И все были удивлены, когда через пару дней она ответила — да». Джексон говорила, что всегда была поклонницей Митчелл (её брат Ренди постоянно слушал записи канадской певицы), но идея использовать часть композиция была предложена Джимми Джемом. К записи песни также был приглашён рэпер Q-Tip, чей вклад был положительно оценен критиками. Смысл песни заключался в том, что людям следует «ничего не принимать, как должное».
Хотя продюсерами композиции значились Джексон, Джем и Льюис, позже участники хип-хоп-коллектива The Ummah (состоит из Q-Tip, J Dilla и Али Шахида Муххамета) утверждали, что они являются продюсерами песни. В материале опубликованном в Pitchfork журналист Нэйт Петрин писал о саунд-продюсировании песни, отмечая, что «Got 'til It’s Gone» «имеет все признаки стиля The Ummah: неосоуловское электронное пианино, приглушённая бочка в сочетании с резкими малыми барабанами, и бас, утопленный столь глубоко, что кажется, что он течёт вместо того, чтобы звучать отрывисто».

## Реакция критики
«Got 'til It’s Gone» также стал одним из самых высоко оцененных у профессиональных критиков синглов Джексон. Ларри Флик из Billboard находил в нём после нескольких прослушиваний «роскошную по текстурам запись, которая имеет все шансы запомниться на куда большее время, чем быстро-сгораемая поп-песня». «Got 'til It’s Gone» занял высокие места в рейтингах лучших песен года по всему миру: 17 место в рейтинге лучших синглов года журнала Spin, 22-е в аналогичном рейтинге английского Mixmag, 14-е в рейтинге шведского журнала Pop, первое место в немецком Spex, 26-е в испанском Rock de Lux и вошёл в список синглов года французского издания Les Inrockuptibles.

## Коммерческий успех
В США песня не была выпущена для продажи на физических носителях. Сингл стал очень успешным в Европе, достигнув топ-10 в чартах Дании, Швеции, Нидерландов и Великобритании. Он также попал в топ-20 Норвегии, Италии, Ирландии, Германии, Франции и Финляндии. В остальном мире «Got 'til It’s Gone» показал хороший результат в Австралии (10 место) и Новой Зеландии (4 место). Сингл был сертифицирован, как золотой в Австралии и как серебряный во Франции и Великобритании.

## Музыкальное видео
Видео было снято Марком Романеком в Лос-Анджелесе и отсылало ко временам апартеида в ЮАР.
Американская Ассоциация производителей музыкальных видео удостоила клип «Got 'til It’s Gone» номинаций в четырёх категориях на своей премии MVPA 1997 года: «Поп-видео года», «Лучшая постановка», «Режиссёр года» (Марк Романек) и «Видео года». Клип победил в последней из номинаций. «Got 'til It’s Gone» выиграл в номинации «Лучшее короткое музыкальное видео» на премии «Грэмми» 1998 года. В 2003 году издание Slant Magazine внесло его в рейтинг «100 величайших музыкальных видео всех времён», поместив на 10 строчку.

## Список композиций
| European CD single (VSCDE 1666) 1. Radio Edit — 3:39 2. Mellow Mix — 5:11 European CD maxi single (7243 8 94600 2 5) UK CD single (VSCDG 1666) Japanese promo CD single (VJCP-12070) 1. Radio Edit — 3:39 2. Mellow Mix — 5:11 3. Nellee Hooper Master Mix — 4:18 4. Mellow Mix Edit — 3:51 5. Album Version — 4:00 European cassette single (VSC 1666) 1. Morales My Club Mix — 7:48 2. Morales Extended Classic Club Mix — 10:11 3. Morales Def Club Mix — 10:54 UK 12" promo single (VSTDJ 1666) 1. Mellow Mix — 5:11 2. Mellow Mix Edit — 3:51 3. Album Version — 4:00 4. Instrumental — 4:49 UK double 12" single (VSTX 1666) UK double 12" promo single (VSTXDJ 1666) 1. Def Club Mix — 10:53 2. Armand Van Helden Speedy Garage Mix — 9:11 3. Def The Bass Mix — 9:12 4. Def Instrumental — 8:44 5. Armand Van Helden Bonus Beats — 5:05 | UK 12" single (VST 1666) 1. Album Version — 4:00 2. Instrumental — 4:49 3. Mellow Mix — 5:11 4. Nellee Hooper Master Mix — 4:18 U.S. 12" promo single (SPRO-12732) 1. Radio Edit — 3:39 2. No Q-Tip — 3:51 3. No Rap — 3:38 4. Instrumental — 4:49 5. Album Version — 4:00 U.S. double 12" promo single (SPRO-12768) 1. Def Club Mix — 10:53 2. Def Radio Mix — 3:18 3. Armand Van Helden Speedy Garage Mix — 9:11 4. Nellee Hooper Master Mix — 4:19 5. Mellow Mix — 5:10 6. Ummah’s Uptown Saturday Night Mix — 4:23 7. Original Extended Version — 5:31 8. Ummah Jay Dee’s Revenge Mix — 3:45 9. Instrumental — 4:49 Canadian promo CD single (CDPROJANCAAV) 1. Mellow Mix — 5:11 2. Nellee Hooper Master Mix — 4:18 |